# Adoração dos Magos (Botticelli, 1475)
A Adoração dos Magos (em italiano: Adorazione dei Magi) é uma pintura do mestre renascentista italiano Sandro Botticelli. Botticelli pintou esta peça para o altar na capela de Gaspare di Zanobi del Lama em Santa Maria Novella por volta de 1475. Esta pintura retrata a história bíblica dos Três Reis Magos seguindo uma estrela para encontrar o Jesus recém-nascido. A imagem do retábulo centra-se na Virgem Maria e no recém-nascido Jesus, com São José atrás deles.